# والتر شرايبر (سياسي)
والتر شرايبر (بالألمانية: Walther Schreiber)‏ هو سياسي ألماني، ولد في 10 يونيو 1884 في ألمانيا، وتوفي في 30 يونيو 1958 في برلين الغربية. حزبياً، نشط في الحزب الديمقراطي الألماني (1918 – ) والاتحاد الديمقراطي المسيحي (1945 – ).

## مناصب
- انتخب عضو في برلمان برلين ‏ (26 نوفمبر 1946 – 1950).
- انتخب عضو مجلس الشورى الموحد بروسيا (1921 – 1933).
- انتخب عضو في برلمان برلين ‏ (11 يناير 1951 – 30 يونيو 1958).
- انتخب عمدة برلين (22 أكتوبر 1953 – 11 يناير 1955).

## روابط خارجية
- والثر شرايبر على موقع مونزينجر (الألمانية)